# Петер Фердинанд Австрійський
 Ерцгерцог Петер Фердинанд Австрійський (Петер Фердинанд Карл Людвіг Сальватор Марія Йозеф Леопольд Антон Руперт Пій Панкраз Австрійський, принц Угорський і Богемський, Великий герцог Тосканський) (нім. Peter Ferdinand Salvator Karl Ludwig Maria Joseph Leopold Anton Rupert Pius Pancraz von Österreich-Toskana; 12 травня 1874, Зальцбург, Австро-Угорщина — 8 листопада 1948, Санкт-Гільген, Зальцбург, Австрія) — австро-угорський військовий діяч, командувач армії під час Першої світової війни. Великий герцог Тосканський з 2 травня 1921 по 8 листопада 1948.
Третій син ерцгерцога Фердинанда IV Австрійського (1835—1908), останнього великого герцога Тосканського (1859—1860), який ще управляв герцогством, і його дружини, принцеси Аліси Бурбон-Пармської (1849—1935). Два його старших брата, ерцгерцоги Леопольд Фердинанд і Йозеф Фердинанд взяли морганатичні шлюби.

## Біографія
Петер Фердинанд отримав військову освіту, зробив кар'єру в австро-угорській армії. У 1908 році він отримав чин полковника, в 1911 році був підвищений до генерал-майора, а 23 квітня 1914 — до фельдмаршал-лейтенанта. На початку Першої світової війни у серпні 1914 року він був командувачем 25-ї стрілецької дивізії, з якою воював проти Російської імперії в Галичині та на півдні Польщі в складі Австро-Угорського II корпусу. 17 квітня 1917 року він став генералом від інфантерії (піхоти), командував армійським корпусом на італійському фронті. Його війська спочатку захищали хребет Ортлера, а потім прикрили фланг 14-ї німецької армії під час просування в битві під Капоретто. 15 серпня 1918 року його корпус, який знаходився в Трентіно, був перейменований в V армійський корпус. З 26 жовтня 1918 року, в останні дні війни, він командував 10-ю армією в Тренто від імені фельдмаршала Александра фон Кробатіна.
Після закінчення Першої світової війни Петер Фердинанд був вимушений емігрувати з Австрії і проживав у Люцерні (Швейцарія). У 1935 році він повернувся до Австрії.
У 1921 році після того, як його старший брат, ерцгерцог Йозеф Фердинанд узяв морганатичний шлюб, Петер Фердинанд став главою Тосканської лінії Габсбург-Лотарингского будинку і титулярним Великим герцогом Тосканським.
8 листопада 1948 року Петер Фердинанд Австрійський помер у Санкт-Гільгені, його поховано на місцевому кладовищі.

## Сім'я
8 листопада 1900 року в Каннах (Франція) ерцгерцог Петер Фердинанд Австрійський одружився із принцесою Марією Крістіною Бурбон-Сицилійською, дочкою принца Альфонсо Бурбон-Сицилійського, графа ді Казерта, та принцеси Антуанетти Бурбон-Сицилійської. Подружжя мало в шлюбі двох синів і двох дочок:
- ерцгерцог Готтфрід, який успадкував його титул;
- ерцгерцогиня Єлена;
- ерцгерцог Георг;
- ерцгерцогиня Роза.

## Нагороди
- Великий хрест ордена Святого Стефана
- Великий хрест ордена Святого Йосипа
- Військово-Ювілейна Медаль (1898)
- Військово-Ювілейний Хрест (1908)
- Мобілізаційний Хрест (1912/1913)
- Хрест «За військові заслуги» 3-го класу
- Орден Леопольда Великий Хрест та 1-й ступінь
- Орден Залізної Корони 1-го класу
- Орден Золотого руна

## Генеалогія
|               |               |               |               |               |               | Марія Кароліна Австрійська | Марія Кароліна Австрійська | Марія Кароліна Австрійська     | Марія Кароліна Австрійська     | Марія Кароліна Австрійська     | Марія Кароліна Австрійська     |                                |                                |              |              |              |              |            |            |                                  |                                  |                                  |                                  |                                  |                                  |                          |                          |                          |                          |  |  |         |         | Фердинанд I | Фердинанд I | Фердинанд I | Фердинанд I | Фердинанд I | Фердинанд I |                        |                        |                        |                        |                        |                        |                       |                       |                        |                        |                        |                        |                        |                        |               |               |                                   |                                   |                                   |                                   |                                   |                                   | Марія Клементина Австрійська | Марія Клементина Австрійська | Марія Клементина Австрійська | Марія Клементина Австрійська | Марія Клементина Австрійська | Марія Клементина Австрійська |
|               |               |               |               |               |               | Марія Кароліна Австрійська | Марія Кароліна Австрійська | Марія Кароліна Австрійська     | Марія Кароліна Австрійська     | Марія Кароліна Австрійська     | Марія Кароліна Австрійська     |                                |                                |              |              |              |              |            |            |                                  |                                  |                                  |                                  |                                  |                                  |                          |                          |                          |                          |  |  |         |         | Фердинанд I | Фердинанд I | Фердинанд I | Фердинанд I | Фердинанд I | Фердинанд I |                        |                        |                        |                        |                        |                        |                       |                       |                        |                        |                        |                        |                        |                        |               |               |                                   |                                   |                                   |                                   |                                   |                                   | Марія Клементина Австрійська | Марія Клементина Австрійська | Марія Клементина Австрійська | Марія Клементина Австрійська | Марія Клементина Австрійська | Марія Клементина Австрійська |
|               |               |               |               |               |               |                            |                            |                                |                                |                                |                                |                                |                                |              |              |              |              |            |            |                                  |                                  |                                  |                                  |                                  |                                  |                          |                          |                          |                          |  |  |         |         |             |             |             |             |             |             |                        |                        |                        |                        |                        |                        |                       |                       |                        |                        |                        |                        |                        |                        |               |               |                                   |                                   |                                   |                                   |                                   |                                   |                              |                              |                              |                              |                              |                              |
|               |               |               |               |               |               |                            |                            |                                |                                |                                |                                |                                |                                |              |              |              |              |            |            |                                  |                                  |                                  |                                  |                                  |                                  |                          |                          |                          |                          |  |  |         |         |             |             |             |             |             |             |                        |                        |                        |                        |                        |                        |                       |                       |                        |                        |                        |                        |                        |                        |               |               |                                   |                                   |                                   |                                   |                                   |                                   |                              |                              |                              |                              |                              |                              |
| Фердинанд III | Фердинанд III | Фердинанд III | Фердинанд III | Фердинанд III | Фердинанд III |                            |                            | Луїза Марія Бурбон-Сицилійська | Луїза Марія Бурбон-Сицилійська | Луїза Марія Бурбон-Сицилійська | Луїза Марія Бурбон-Сицилійська | Луїза Марія Бурбон-Сицилійська | Луїза Марія Бурбон-Сицилійська |              |              | Франциск I   | Франциск I   | Франциск I | Франциск I | Франциск I                       | Франциск I                       |                                  |                                  | Марія Ізабелла Іспанська         | Марія Ізабелла Іспанська         | Марія Ізабелла Іспанська | Марія Ізабелла Іспанська | Марія Ізабелла Іспанська | Марія Ізабелла Іспанська |  |  | Карл II | Карл II | Карл II     | Карл II     | Карл II     | Карл II     |             |             | Марія Тереза Савойська | Марія Тереза Савойська | Марія Тереза Савойська | Марія Тереза Савойська | Марія Тереза Савойська | Марія Тереза Савойська |                       |                       | Карл-Фердинанд д'Артуа | Карл-Фердинанд д'Артуа | Карл-Фердинанд д'Артуа | Карл-Фердинанд д'Артуа | Карл-Фердинанд д'Артуа | Карл-Фердинанд д'Артуа |               |               | Марія Кароліна Бурбон-Сицилійська | Марія Кароліна Бурбон-Сицилійська | Марія Кароліна Бурбон-Сицилійська | Марія Кароліна Бурбон-Сицилійська | Марія Кароліна Бурбон-Сицилійська | Марія Кароліна Бурбон-Сицилійська |                              |                              |                              |                              |                              |                              |
| Фердинанд III | Фердинанд III | Фердинанд III | Фердинанд III | Фердинанд III | Фердинанд III |                            |                            | Луїза Марія Бурбон-Сицилійська | Луїза Марія Бурбон-Сицилійська | Луїза Марія Бурбон-Сицилійська | Луїза Марія Бурбон-Сицилійська | Луїза Марія Бурбон-Сицилійська | Луїза Марія Бурбон-Сицилійська |              |              | Франциск I   | Франциск I   | Франциск I | Франциск I | Франциск I                       | Франциск I                       |                                  |                                  | Марія Ізабелла Іспанська         | Марія Ізабелла Іспанська         | Марія Ізабелла Іспанська | Марія Ізабелла Іспанська | Марія Ізабелла Іспанська | Марія Ізабелла Іспанська |  |  | Карл II | Карл II | Карл II     | Карл II     | Карл II     | Карл II     |             |             | Марія Тереза Савойська | Марія Тереза Савойська | Марія Тереза Савойська | Марія Тереза Савойська | Марія Тереза Савойська | Марія Тереза Савойська |                       |                       | Карл-Фердинанд д'Артуа | Карл-Фердинанд д'Артуа | Карл-Фердинанд д'Артуа | Карл-Фердинанд д'Артуа | Карл-Фердинанд д'Артуа | Карл-Фердинанд д'Артуа |               |               | Марія Кароліна Бурбон-Сицилійська | Марія Кароліна Бурбон-Сицилійська | Марія Кароліна Бурбон-Сицилійська | Марія Кароліна Бурбон-Сицилійська | Марія Кароліна Бурбон-Сицилійська | Марія Кароліна Бурбон-Сицилійська |                              |                              |                              |                              |                              |                              |
|               |               |               |               |               |               |                            |                            |                                |                                |                                |                                |                                |                                |              |              |              |              |            |            |                                  |                                  |                                  |                                  |                                  |                                  |                          |                          |                          |                          |  |  |         |         |             |             |             |             |             |             |                        |                        |                        |                        |                        |                        |                       |                       |                        |                        |                        |                        |                        |                        |               |               |                                   |                                   |                                   |                                   |                                   |                                   |                              |                              |                              |                              |                              |                              |
|               |               |               |               | Леопольд II   | Леопольд II   | Леопольд II                | Леопольд II                | Леопольд II                    | Леопольд II                    |                                |                                |                                |                                |              |              |              |              |            |            | Марія Антонія Бурбон-Сицилійська | Марія Антонія Бурбон-Сицилійська | Марія Антонія Бурбон-Сицилійська | Марія Антонія Бурбон-Сицилійська | Марія Антонія Бурбон-Сицилійська | Марія Антонія Бурбон-Сицилійська |                          |                          |                          |                          |  |  |         |         |             |             | Карл III    | Карл III    | Карл III    | Карл III    | Карл III               | Карл III               |                        |                        |                        |                        |                       |                       |                        |                        |                        |                        | Луїза д'Артуа          | Луїза д'Артуа          | Луїза д'Артуа | Луїза д'Артуа | Луїза д'Артуа                     | Луїза д'Артуа                     |                                   |                                   |                                   |                                   |                              |                              |                              |                              |                              |                              |
|               |               |               |               | Леопольд II   | Леопольд II   | Леопольд II                | Леопольд II                | Леопольд II                    | Леопольд II                    |                                |                                |                                |                                |              |              |              |              |            |            | Марія Антонія Бурбон-Сицилійська | Марія Антонія Бурбон-Сицилійська | Марія Антонія Бурбон-Сицилійська | Марія Антонія Бурбон-Сицилійська | Марія Антонія Бурбон-Сицилійська | Марія Антонія Бурбон-Сицилійська |                          |                          |                          |                          |  |  |         |         |             |             | Карл III    | Карл III    | Карл III    | Карл III    | Карл III               | Карл III               |                        |                        |                        |                        |                       |                       |                        |                        |                        |                        | Луїза д'Артуа          | Луїза д'Артуа          | Луїза д'Артуа | Луїза д'Артуа | Луїза д'Артуа                     | Луїза д'Артуа                     |                                   |                                   |                                   |                                   |                              |                              |                              |                              |                              |                              |
|               |               |               |               |               |               |                            |                            |                                |                                |                                |                                |                                |                                |              |              |              |              |            |            |                                  |                                  |                                  |                                  |                                  |                                  |                          |                          |                          |                          |  |  |         |         |             |             |             |             |             |             |                        |                        |                        |                        |                        |                        |                       |                       |                        |                        |                        |                        |                        |                        |               |               |                                   |                                   |                                   |                                   |                                   |                                   |                              |                              |                              |                              |                              |                              |
|               |               |               |               |               |               |                            |                            |                                |                                |                                |                                | Фердинанд IV                   | Фердинанд IV                   | Фердинанд IV | Фердинанд IV | Фердинанд IV | Фердинанд IV |            |            |                                  |                                  |                                  |                                  |                                  |                                  |                          |                          |                          |                          |  |  |         |         |             |             |             |             |             |             |                        |                        |                        |                        | Аліса Бурбон-Пармська  | Аліса Бурбон-Пармська  | Аліса Бурбон-Пармська | Аліса Бурбон-Пармська | Аліса Бурбон-Пармська  | Аліса Бурбон-Пармська  |                        |                        |                        |                        |               |               |                                   |                                   |                                   |                                   |                                   |                                   |                              |                              |                              |                              |                              |                              |
|               |               |               |               |               |               |                            |                            |                                |                                |                                |                                | Фердинанд IV                   | Фердинанд IV                   | Фердинанд IV | Фердинанд IV | Фердинанд IV | Фердинанд IV |            |            |                                  |                                  |                                  |                                  |                                  |                                  |                          |                          |                          |                          |  |  |         |         |             |             |             |             |             |             |                        |                        |                        |                        | Аліса Бурбон-Пармська  | Аліса Бурбон-Пармська  | Аліса Бурбон-Пармська | Аліса Бурбон-Пармська | Аліса Бурбон-Пармська  | Аліса Бурбон-Пармська  |                        |                        |                        |                        |               |               |                                   |                                   |                                   |                                   |                                   |                                   |                              |                              |                              |                              |                              |                              |
|               |               |               |               |               |               |                            |                            |                                |                                |                                |                                |                                |                                |              |              |              |              |            |            |                                  |                                  |                                  |                                  |                                  |                                  |                          |                          |                          |                          |  |  |         |         |             |             |             |             |             |             |                        |                        |                        |                        |                        |                        |                       |                       |                        |                        |                        |                        |                        |                        |               |               |                                   |                                   |                                   |                                   |                                   |                                   |                              |                              |                              |                              |                              |                              |
|               |               |               |               |               |               |                            |                            |                                |                                |                                |                                |                                |                                |              |              |              |              |            |            |                                  |                                  |                                  |                                  |                                  |                                  |                          |                          | Петер Фердинанд          |                          |  |  |         |         |             |             |             |             |             |             |                        |                        |                        |                        |                        |                        |                       |                       |                        |                        |                        |                        |                        |                        |               |               |                                   |                                   |                                   |                                   |                                   |                                   |                              |                              |                              |                              |                              |                              |